# Normale Matrix
Eine normale Matrix ist in der linearen Algebra eine Matrix {\displaystyle A\in \mathbb {C} ^{n\times n}} mit der Eigenschaft 
{\displaystyle A^{*}\cdot A=A\cdot A^{*}},
also eine Matrix, die mit ihrer adjungierten Matrix kommutiert. Entsprechend ist eine reelle Matrix {\displaystyle B\in \mathbb {R} ^{n\times n}} normal, wenn
{\displaystyle B^{\mathsf {T}}\cdot B=B\cdot B^{\mathsf {T}}}
gilt.
Der Spektralsatz besagt, dass eine Matrix {\displaystyle A} genau dann normal ist, wenn es eine unitäre Matrix {\displaystyle U} gibt, so dass {\displaystyle A=UDU^{\rm {*}}}, wobei {\displaystyle D} eine Diagonalmatrix ist. Normale Matrizen haben also die Eigenschaft, dass sie unitär diagonalisierbar sind. Es existiert daher eine Orthonormalbasis aus Eigenvektoren von {\displaystyle A}. Die Hauptdiagonalelemente von {\displaystyle D} sind genau die Eigenwerte von {\displaystyle A}. Insbesondere sind jede reelle symmetrische Matrix und jede komplexe hermitesche Matrix normal. Zudem ist jede unitäre Matrix normal.

## Beispiele
Die Eigenwerte können komplex sein, selbst wenn die Matrix {\displaystyle A} reell ist, {\displaystyle U} und {\displaystyle D} sind also im Allgemeinen komplex, wie das Beispiel zeigt:
{\displaystyle A={\begin{pmatrix}0&1\\-1&0\\\end{pmatrix}}\implies U={\tfrac {1}{\sqrt {2}}}{\begin{pmatrix}1&1\\i&-i\\\end{pmatrix}},\quad D={\begin{pmatrix}i&0\\0&-i\\\end{pmatrix}}}.
Lediglich für den Spezialfall einer reellen symmetrischen Matrix {\displaystyle A\in \mathbb {R} ^{n\times n}} sind die Matrix {\displaystyle U} und die Eigenwerte (also {\displaystyle D}) stets reell. 
Zu beachten ist, dass es Matrizen gibt, die zwar diagonalisierbar, aber nicht normal sind. In diesem Fall liegt keine unitäre Diagonalisierbarkeit vor, das heißt, es gilt lediglich {\displaystyle A=TDT^{-1}}, wobei {\displaystyle T} nicht unitär ist, also {\displaystyle T^{-1}\neq T^{*}}. Ein Beispiel für eine nicht normale, aber diagonalisierbare Matrix ist
{\displaystyle A={\begin{pmatrix}0&1\\4&0\\\end{pmatrix}}}.

## Normalität und Abweichungen von der Normalität
Die Zerlegung der Matrix {\displaystyle A} in {\displaystyle UDU^{*}} wird auch die Schur-Zerlegung oder die Schursche Normalform genannt. Grundsätzlich gilt: 
{\displaystyle UDU^{*}=\operatorname {diag} \{\lambda _{1},\dotsc ,\lambda _{n}\}+N},
wobei {\displaystyle N} eine strikte obere Dreiecksmatrix ist (auf der Diagonalen stehen also nur Nullen) und {\displaystyle \lambda _{1}>\lambda _{2}>\dotsb >\lambda _{n}} die Eigenwerte von {\displaystyle A} sind. Für normale Matrizen gilt:
{\displaystyle \|N\|_{F}=0}.
Ist {\displaystyle A} nicht normal, so bezeichnet man {\displaystyle \|N\|_{F}=:\delta (A)} als die Abweichung von der Normalität. Dabei bezeichnet die Norm {\displaystyle \|\cdot \|_{F}} die Frobeniusnorm.

## Normale Matrizen und normale Operatoren
Ein normaler Operator ist in zweierlei Hinsicht eine Verallgemeinerung der normalen Matrix:
1. Eine normale Matrix beschreibt einen normalen Operator bezüglich einer geeigneten Basis (nämlich bezüglich einer Orthonormalbasis), während der Begriff "normaler Operator" basisunabhängig definiert ist,
2. Normale Matrizen beschreiben normale Operatoren auf endlichdimensionalen Skalarprodukträumen, während normale Operatoren auch (und sogar meistens) auf unendlichdimensionalen Räumen verwendet werden.

Die Basisabhängigkeit des Begriffs "normal" für eine Matrix kommt durch die Definition von "adjungiert" ins Spiel:
Die zu {\displaystyle A} adjungierte Matrix {\displaystyle A^{*}} ist durch folgende Eigenschaft  definiert: 
{\displaystyle \langle Av,w\rangle =\langle v,A^{*}\,w\rangle } für alle {\displaystyle v,w\in \mathbb {K} ^{n}}.
Diese Definition lässt sich auch basisunabhängig lesen, aber nur, wenn die Vektoren in dieser Definition Koordinatenvektoren bezüglich einer Orthonormalbasis sind, lässt sich das Skalarprodukt als Matrixprodukt schreiben (siehe dazu auch Matrix (Mathematik)#Vektorräume von Matrizen), so dass für beliebige Matrizen {\displaystyle A} folgt:
{\displaystyle \langle A\cdot v,w\rangle ={\overline {(A\cdot v)}}^{\mathsf {T}}\cdot w=({\overline {v}}^{\mathsf {T}}\cdot {\overline {A}}^{\mathsf {T}})\cdot w={\overline {v}}^{\mathsf {T}}\cdot ({\overline {A}}^{\mathsf {T}}\cdot w)=\langle v,{\overline {A}}^{\mathsf {T}}\cdot w\rangle .}
Nur dann kann die zu {\displaystyle A} adjungierte Matrix immer durch Konjugation und Transposition berechnet werden.